# Zetman
Zetman (ゼットマン Zettoman?) es un manga japonés escrito e ilustrado por Masakazu Katsura. La serie comenzó como un one-shot en una serie de cuatro publicaciones en el Weekly Shonen Jump entre 1989 y 1994, y se recoge en un tankōbon lanzado en 1995. Una serie más interesante y plena se inició en Weekly Young Jump en 2002. Zetman ha sido adaptada en una serie de anime que se estrenó en el 2 de abril de 2012. Existen dos obras manga realizadas por el dibujante Masakazu Katsura bajo este título: una obra corta, publicada en 1994 y una serie, publicada a partir de 2002.

## Argumento
La historia cubre un lapso de 20 años, mezclando el presente con la evolución de Jin (un chico que queda completamente huérfano, al morir Kanzaki, su padre adoptivo, a manos de un monstruo) con el pasado de Kanzaki (y el misterioso origen de Jin). Jin descubrirá cambios en su interior: una vez que se enfada descubre un cambio en él, que es incapaz de controlar. Mientras, el presidente de la Amagi Corporation está a la búsqueda de un ente llamado ZET, reconocible por una marca circular en su mano. Una vez lo localiza, se inicia una desconcertante investigación por descubrir todos los datos sobre el ZET.
La historia se basa en mutantes conocidos como Players (jugadores), quienes tienen al igual que Jin capacidades sobrehumanas, Así con el paso de la historia Jin se va transformando en una especie de superhéroe que lucha contra la injusticia, desafortunadamente también lucha contra su monstruo interior ZET.

## Personajes

### Principales
Jin Kanzaki (神崎 人 Kanzaki Jin?)
Voz por: Daisuke Namikawa, Romi Park (joven)
Es el protagonista principal, un chico con una marca circular en el dorso de su mano izquierda, Jin fue el resultado del Proyecto ZET realizado por la Corporación Amagi con el fin de crear el ser perfecto para combatir y destruir a los "Players" que escaparon, pero fue liberado cuando era un bebe por Gorou Kanzaki quien quería ver a Jin tener una vida de humano normal. Vivió parte de su niñez en los suburbios de la ciudad como vagabundo con el doctor Kanzaki al que llamaba abuelo, a su corta edad tenía una agilidad y fuerza inaudita y lo utilizaba para ayudar a la gente (muchas veces a cambio de dinero), en esto conoció a Kouga Amagi y a Konoha con los que formó un grupo de ayuda al ciudadano. Después de la muerte de su "abuelo" Kanzaki, se fue a vivir con Akemi Kawakami, una mujer a la que salvo y que amablemente le ofreció vivir con ella. La Corporación Amagi que estaba una búsqueda de Jin lo encuentra y lo incita a convertirse en un ZET para acabar con los players (que mataron a su abuelo). Desde entonces ha estado viviendo solo en un barrio pobre mientras accedía a muchas pruebas físicas por parte de Mitsugai Amagi para ser un ZET completo, hasta que conoció a Hanako a la que salvo en dos ocasiones y comienza a enamorarse de ella, una prueba de ello es cuando jura protegerla pase lo que pase y que juntos formarán una familia e incluso llegan a tener sexo, considera a Hanako su novia. Después de que la mansión Amagi es destruida, él se esconde junto a Koga y Konoha, Mei, Shimura, Hanae y los dos hombre de traje negro en la casa de un amigo, Suzuki. Mientras estaba en una cita con Hanako, es atacado por el sweeper obligándolo a transformarse en ZET delante de Hanako y luego desmayarse, al no poder acodarse de lo sucedido y no encontrar a Hanako llega a pensar que él o el sweeper la mató. Convencido de eso, él piensa que su vida ahora ya no tiene sentido ya que perdió lo único que tenía, y tan pronto como obtiene la goma de transformación reforzada, va en una misión suicida contra EVOL.
Jin es capaz de transformar una criatura conocida como "ZET", un mutante que posee habilidades sobrehumanas, pero a menudo es confundido con otro "Player". Su transformación es lenta, aunque puede ser acelerada debido al enfado extremo y por las condiciones del momento. Aunque había perdido ésta capacidad pero lo recuperó con el uso de una goma especial que al morderla acelera su transformación (capítulo 67). Seiji hace la prueba apuñalándole en el corazón con una barra de cerámica blanca "especial" a Jin lo que aceleró su transformación a un ZET Rojo y no blanco como antes (capítulo 102). Hanae revela que el colgante de Jin acelera su transformación a un ZET rojo pero que no lo tienen con ellos. Después de que un clon de Jin le inyectó una fórmula que reacciona mal con su goma, ha empezado a tener desmayos repentinos, sin poder recordar lo que ocurre en ese periodo de tiempo. Cuando sucede el encuentro con el sweeper y la desaparición de Hanako, Jin pide a Hanae que haga una goma más potente y que acelere su transformación, luego se entera de los planes de Seiji para destruir la corporación Amagi, así que él y los dos hombre de traje negro van a detenerlo infiltrándose en el edificio de la corporación, centro de reuniones.
Kōga Amagi (天城 高雅 Amagi Kōga?)
Voz por: Mamoru Miyano,Yuki Kaida (joven)
Es el hijo mayor del presidente Amagi y hermano mayor de Konoha, y nieto de Mitsugai Amagi. Destaca en lo académico y deportivo, especialmente el fútbol. Sin embargo, a pesar de que es popular con las chicas, en realidad no sabe cómo actuar frente a ellas. Debido a su atracción por 'Ginga Alphasz Choujin' un anime, Koga desarrolla un fuerte sentido de la justicia desde muy joven. Empujado por su encuentro con Jin en un accidente de fuego (causada por un player) para convertirse en un héroe de la justicia. Forma un trío de investigadores para que le ayuden a convertirse en un héroe. Perdió su antebrazo derecho durante su cautiverio por Jirou Nakata, junto con su sentido de la justicia. Después se las arregló para salvar a Mayu, con el tiempo Hayami revela tener un sistema de seguimiento en su prótesis, Koga está obligado a someterse a varios meses de rehabilitación.
Durante este tiempo, Koga comienza a recuperarse y a salir con Mayu. Después de saber sobre los players y la participación de su abuelo en el proyecto, inicia el Proyecto Alpha con el trío, creó un traje de combate de alto rendimiento que se asemeja a héroe de Koga de la infancia, llevado a cabo con armas de alta tecnología y los gadgets, para combatir las creaciones de su abuelo. Sin embargo, su traje Alpha no es lo suficientemente fuerte, protege mucho a su familia, especialmente a su hermana, Konoha. En su primera batalla, como Alpha, se une a Jin / ZET para derrotar a los camarones EVOL, y descubre la identidad de Jin como ZET.
Luego, le dice a Jin que él es la mejor esperanza del mundo y que tiene que derrotar a los players, y que se esforzará para ponerse a su altura. Después de que Hayami intentó capturar a Jin, se esconde junto a Konoha, Jin, Mei, Shimura, Hanae, y los dos hombres de traje negro hasta que Koga logra convencer a su padre para que quite todos los cargos sobre Jin, aunque Seizou Koga le advierte que no confíe en Jin. Durante el asalto a la corporación Amagi, es capturado y detenido por Hayami. Hayami luego procede a inyectar a Koga un bug creado por el clon de Ichirou, que haría a su cuerpo realizar habilidades sobrehumanas, al final le hace dudar en su tipo de justicia y en qué lado de la justicia está revelándole la otra cara de su padre y la corporación Amagi.
Konoha Amagi (天城 小葉 Amagi Konoha?)
Voz por: Kana Hanazawa
Es la hermana menor de Koga y nieta de Mitsugai. Tiene cierto rencor a su abuelo, debido a un trauma infantil. Konoha conoció por primera vez a Jin durante su trabajo voluntario que hace en secreto con su madre cuando aún eran pequeños, y ha estado guardando un sentimiento amoroso hacia él desde entonces. Después de un tiempo, cuando ve a Jin salir de un edificio destruido por el fuego y desmayarse, recoge del suelo el colgante de jin que le había regalado su abuelo, continuó teniéndolo hasta que los clones de Jin lo roban durante el asalto a la mansión Amagi. Ella no es consciente de que Jin es un ZET, ni de la participación de su familia en la creación de los players. Además, ha sido involucrada en un ataque mortal por los EVOL Ebizou / Camarones, un incidente que se niega a olvidar y del que tiene una cicatriz en su cuello. Poco después, ella y su madre son secuestradas por Suzuki y utilizadas como rehenes durante el ataque de Seiji a la corporación Amagi.
Hanako Tanaka (田中 花子 Tanaka Hanako?)
Voz por: Mariya Ise
Es una chica que huyó de casa por problemas familiares, sufre constantes dolores de cabeza desde que nació, una enfermedad llamada migraña. Cuando vagaba por las calles se encontró con Jin quién la salvo de ser asesinada por unos players, termina viviendo en la casa de Jin y empieza a enamorarse de él. Al poco tiempo Jin comienza a corresponder esos sentimientos y a pesar de que el director Amagi le prohíbe convivir con otras personas, Jin ofrece a Tanaka vivir con él para siempre y formar una familia pero antes tenía que acabar con los problemas que tenía entre manos (Tanaka no sabe que Jin se convierte en Zet) y ganar dinero para alquilar una mejor casa para ambos. Tanaka accede y regresa a su casa a esperar que Jin vaya a por ella. En fiestas navideñas, Nochebuena, Jin y Hanako tienen una cita pero el Sweeper atacó en ese momento a Jin obligándolo a transformarse en Zet delante de Hanako, asustando a la chica, al poco tiempo Jin se despierta de un desmayo sin poder recordar mucho llega a pensar que sweeper mató a Hanako o aún peor fue él mismo.
Seizo Amagi (天城 成城 Amagi Seizo?)
Es el presidente de la Corporación Amagi, y padre de Kouga y Konoha.
Kanzaki (神崎?)
Fue el padre adoptivo de Jin. Diez años atrás huyó de la corporación Amagi con el arma secreta (Jin), escondiéndose en los suburbios de la ciudad; su nieto Jin ocupaba sus habilidades para ayudar a la gente, cobrando para que así se mantuvieran. Una tarde, cuando sale a pasear con su nieto, muere asesinado por un monstruo.
Akemi (明美?)
Es una mujer que se hace cargo de Jin después de que su abuelo fallece. Trabajaba como bailarina nocturna y es hostigada por su exnovio hasta que una noche Jin la salva, y más tarde, en la víspera de Navidad, el exnovio la busca y le desfigura el rostro, marcándola de por vida. Su relación con ella, a la que llama "doña" (o "Vieja"), será crucial para la evolución de Jin.
Amagi (天城?)
Es el padre del actual presidente de la Corporación Amagi y abuelo de Kouga y Konoha. Se dedica a extraños experimentos y busca a Jin teniendo como única pista el círculo en la mano izquierda de este.

## Lanzamiento

### Zetman (2002- 2014)
Serie manga realizada por el dibujante Masakazu Katsura desde 2002, aún en publicación. Publicada en el semanario Young Jump desde el número 48 de 2002 (31 de octubre). Hasta el momento (septiembre de 2013) se han publicado más de 218 capítulos, recopilados en 19 tomos. Su temática fantástica ya era conocida en este autor, pero en este manga destaca oscuridad y crudeza nunca vista antes en sus obras.
Publicada en España por Glénat, a partir de 2006 pero fue cancelado publicando tan solo 17 volúmenes, más tarde Ivrea la publicó en una nueva edición todos los volúmenes. También es publicada por Editorial Vid (México) hasta marzo de 2007 (donde solo se han publicado 8 tomos) y a partir de octubre de 2009 por Editorial Ivrea en Argentina.

#### Tomos y capítulos
TOMO 01
PRÓLOGO: Jin
- Capítulo 01: Jin.
- Capítulo 02: Una vida normal y corriente.
- Capítulo 03: Salvamento sin violencia.
- Capítulo 04: El despertar.
- Capítulo 05: El profesor Kanzaki.
- Capítulo 06: Sentimientos inmaduros.
- Capítulo 07: El limpiador.
- Capítulo 08: Calidez.
- Capítulo 09: Nochebuena.
- Capítulo 10: Suceso.
- Capítulo 11: Hastío.
- Capítulo 12: Esperanza.

TOMO 02
EPISODIO 1: Koga y Jin.
- Capítulo 13: Konoha.
- Capítulo 14: Desde el cielo y el infierno.
- Capítulo 15: Sueños de futuro.
- Capítulo 16: Actividades secretas.
- Capítulo 17: En las llamas.
- Capítulo 18: Desde el infierno.
- Capítulo 19: El enfrentamiento.
- Capítulo 20: Discrepancias.
- Capítulo 21: Héroe.
- Capítulo 22: Claroscuro.
- Capítulo 23: Un buen día.
- Capítulo 24: Incompleto.
- Capítulo 25: Afloran los recuerdos.
- Capítulo 26: El tercer estadio.

TOMO 03
- Capítulo 27: Rabia silenciosa.
- Capítulo 28: Más allá.
- Capítulo 29: 99,25%.
- Capítulo 30: Un unevo día.

EPISODIO 2: Justicia.
- Capítulo 31: La familia Amagi.
- Capítulo 32: Koga.
- Capítulo 33: Hermano.
- Capítulo 34: Mal humor.
- Capítulo 35: Prueba.
- Capítulo 36: No apto.
- Capítulo 37: Igual que los humanos.
- Capítulo 38: Esta vez sí.
- Capítulo 39: Melancolía.
- Capítulo 40: Sonrisas.

TOMO 04
- Capítulo 41: La fiesta.
- Capítulo 42: La nueva habitación.
- Capítulo 43: Los espasmos del guerrero.
- Capítulo 44: Orgía.
- Capítulo 45: Un noble final.
- Capítulo 46: Discursitos de malvado.
- Capítulo 47: El fin.
- Capítulo 48: Cambios.
- Capítulo 49: Aquellos sin espíritu.
- Capítulo 50: La respuesta.
- Capítulo 51: El verdadero mal.

TOMO 05
- Capítulo 52: N.E.T.
- Capítulo 53: Ichiro.
- Capítulo 54: 16 años de tinieblas.
- Capítulo 55: La definición de la maldad.
- Capítulo 56: Superhombre.
- Capítulo 57: Pinchado.
- Capítulo 58: Escape.
- Capítulo 59: El abismo de la muerte.
- Capítulo 60: Reanimación.

TOMO 06
- Capítulo 61: El caído.
- Capítulo 62: El comienzo.
- Capítulo 63: Terapia para el corazón.

EPISODIO 3: Tristeza.
- Capítulo 64: Niño problemático.
- Capítulo 65: Destitución.
- Capítulo 66: Desgracia.
- Capítulo 67: Situación urgente.
- Capítulo 68: Razón para vivir.
- Capítulo 69: Figuras inusuales.
- Capítulo 70: Pestilencia.

TOMO 07
- Capítulo 71: Tenue efecto.
- Capítulo 72: Efecto secundario.
- Capítulo 73: Por el bien de los demás.
- Capítulo 74: Hacia el lugar prohibido.
- Capítulo 75: La luz de la esperanza.
- Capítulo 76: Vida con una misión.
- Capítulo 77: Lágrimas.
- Capítulo 78: Dispositivo.
- Capítulo 79: Sinceridad.
- Capítulo 80: El futuro roto.

TOMO 08
- Capítulo 81: La misión.
- Capítulo 82: Expiración.
- Capítulo 83: El todo por el todo.
- Capítulo 84: Elección.

EPISODIO 4: Primavera de dolor.
- Capítulo 85: Alphas.
- Capítulo 86: La única persona.
- Capítulo 87: Objeto perdido.
- Capítulo 88: La medicina mágica.
- Capítulo 89: Reconócelo ya.
- Capítulo 90: Montarse la película.
- Capítulo 91: Temor.
- Capítulo 92: Rehenes.

TOMO 09
- Capítulo 93: Apertura.
- Capítulo 94: Iniciativa.
- Capítulo 95: El Tercero.
- Capítulo 96: Kaleidoscopio.
- Capítulo 97: Vuelta a la Pared.
- Capítulo 98: Increíble.
- Capítulo 99: Bote salvavidas.
- Capítulo 100: Agradecimiento.
- Capítulo 101: Estaca.
- Capítulo 102: El anillo de la revelación.
- Capítulo 103: Cobrarse una vida.
- Capítulo 104: La lápida de la memoria.
- Capítulo 105: Que se haga justicia.

TOMO 10
- Capítulo 106: Aunque fuera para mi.
- Capítulo 107: Complicación.
- Capítulo 108: El poder de la mentira.
- Capítulo 109: Punto débil.
- Capítulo 110: Un simple soplido que no llega.
- Capítulo 111: Daños.
- Capítulo 112: Auténtico héroe.
- Capítulo 113: Gracias.
- Capítulo 114: Calentando.
- Capítulo 115: Palabra de confesión.
- Capítulo 116: Hombre de cara feliz.
- Capítulo 117: Noche de lluvia.
- Capítulo 118: Temblor.

TOMO 11
- Capítulo 119: La sonrisa que hace de barrera.
- Capítulo 120: El camino de vuelta; un nuevo camino.
- Capítulo 121: El nuevo inquilino.
- Capítulo 122: Una familia normal.
- Capítulo 123: Escepticismo.
- Capítulo 124: Air booster.
- Capítulo 125: Diseñador de personajes.
- Capítulo 126: Un encargo profesional.
- Capítulo 127: No juzgues a los demás.
- Capítulo 128: Unas tinieblas sin fondo visible.
- Capítulo 129: Sospechoso visitante.
- Capítulo 130: Error.
- Capítulo 131: Crío irresponsable.

TOMO 12
- Capítulo 132: Máquina asquerosa.
- Capítulo 133: El objeto clave.
- Capítulo 134: La organización de los evol.
- Capítulo 135: El paradero del recuerdo.
- Capítulo 136: Alguno de mis "yos"
- Capítulo 137: Anticlonación
- Capítulo 138: Fuerzas equivocadas.
- Capítulo 139: La cita.
- Capítulo 140: Vínculos.
- Capítulo 141: Ases en la manga.
- Capítulo 142: Astuto.
- Capítulo 143: Se esfuma la confianza.
- Capítulo 144: Sospechoso.

TOMO 13
- Capítulo 145: Secuelas.
- Capítulo 146: Desacuerdo.
- Capítulo 147: El testamento de Shibaki.
- Capítulo 148: Tú no tienes la culpa.
- Capítulo 149: Al caso Jirô.
- Capítulo 150: El pasado siempre acaba por...
- Capítulo 151: ¿pero esto qué es?.
- Capítulo 152: El pájaro con el ala herida.
- Capítulo 153: Obsesión justiciera.
- Capítulo 154: Kôga y Mâyu.
- Capítulo 155: Jin y Hanako.
- Capítulo 156: Pirateando la señal.

EPISODIO 5: Conquistadores del mundo.
- Capítulo 157: Declaración de Guerra.
- Capítulo 158: La audiencia pasmada.

TOMO 14
- Capítulo 159: Pérdida.
- Capítulo 160: El motivo de los atentados.
- Capítulo 161: El siguiente nivel.
- Capítulo 162: Los nuevos Evol.
- Capítulo 163: Recuerdos descartados.
- Capítulo 164: El plan B.
- Capítulo 165: El chicle del despertar - ver. 2.
- Capítulo 166: El mensaje de Haitani.
- Capítulo 167: Una enorme pantomima.
- Capítulo 168: Aura asesina.
- Capítulo 169: Amalgama de verdades y mentiras.
- Capítulo 170: Concierto letal.

TOMO 15
- Capítulo 171: Fatalidad.
- Capítulo 172: Jinetes de cadáveres.
- Capítulo 173: Los Feos.
- Capítulo 174: Marioneta.
- Capítulo 175: Quien Llega Tarde.
- Capítulo 176: Conspiración De Los Muertos.
- Capítulo 177: La última pieza.

TOMO 16
- Capítulo 178: Débil.
- Capítulo 179: Poderes idénticos.
- Capítulo 180: La estancia carmesí.
- Capítulo 181: Oscuridad corrosiva.
- Capítulo 182: Puerta a la verdad.
- Capítulo 183: ¿Por qué Proteger?.

TOMO 17
- Capítulo 184: Estatua.
- Capítulo 185: El valor de la vida.
- EPISODIO 6 - Funeral.
- Capítulo 186: Resolviendo dudas.
- Capítulo 187: Despertar.
- Capítulo 188: La bestia.
- Capítulo 189: Corazón perdido.
- Capítulo 190: Incertidumbre.

TOMO 18
- Capítulo 191: Incertidumbre y convicción.
- Capítulo 192: Degel.
- Capítulo 193: Tocando la pantalla.
- Capítulo 194: Anvil.
- Capítulo 195: 'Poderes neutralizadores.
- Capítulo 196: El límite de la ambición.
- Capítulo 197: Escape.
- Capítulo 198: Ángel o Demonio.
- Capítulo 199: Traje sospechoso.
- Capítulo 200: Traje sospechoso 2.
- Capítulo 201: Indigno.
- Capítulo 202: Tiempo de hablar.
- Capítulo 203: Fuerza en números.
- Capítulo 204: Blanco o negro.
- Capítulo 205: La justicia esta aquí.

TOMO 19
- Capítulo 206: Caos nacido de la armonía.
- Capítulo 207: La verdad cruel.
- Capítulo 208: Los que juzgan - Los que ahorran.
- Capítulo 209: Mundo oscuro.
- Capítulo 210: Tu.
- Capítulo 211: Una existencia humana.
- Capítulo 212: Mano izquierda palpitante.
- Capítulo 213: El nacimiento de un héroe.
- Capítulo 214: Nada.
- Capítulo 215: Amistad y muerte.

TOMO 20
- Capítulo 216: Contrato.
- Capítulo 217: Colisión.
- Capítulo 218: No hay bondad allí.
- Capítulo 219: Amigo.
- Capítulo 220: De acuerdo al plan.
- Capítulo 221: El precio del caos.
- Capítulo 222: No humano.
- Capítulo 223: Un alma oscura.
- Capítulo 224: Un mundo lleno de bondad.
- Capítulo 225: Ley de Acción contra la ley de Amenazas no Confirmadas.
- Capítulo 226: ZET.

### Zetman, obra corta (1994)
En 1994, Masakazu Katsura realizó su primera incursión en el personaje con una historia corta. En ella se narra la historia de Jin Kurono que, huérfano de padre, fue criado por su madre, quien le inculcó el sentido del honor y la justicia. Pero ésta murió atropellada por un conductor que se dio a la fuga, dejando una marca en el corazón de nuestro protagonista. Ya con 23 años, Jin trabaja como programador de un nuevo juego: Zetman. Cansado de que no exista la justicia en el mundo real, se convierte en su propio superhéroe Zetman para luchar, con métodos poco ortodoxos, contra el crimen.
Recopilado en Japón en 1994 un tomo junto con las obras Shin-no-shin, Woman in the Man y Shadow Lady. Esta compilación fue publicada en España en 2 tomos por Planeta DeAgostini en 2000.

### Anime
La obra contó con una adaptación al anime El director de este proyecto es Osamu Nabeshima, quien ha dirigido D.Gray-man y la mayoría de las OVAs de Saint Seiya: The Lost Canvas. TMS Entertainment se ocupa de la animación, Atsuhiro Tomioka del guion, Hirotoshi Takaya del diseño de personajes y Gabriele Roberto de la música. El anime se estrenó el 2 de abril de 2012 en la cadena Yomiuri TV y 4 días después en Tokyo MX y BS11 Digital, finalizando el 25 de junio de 2012 con 13 episodios. El anime ha sido licenciado en España por Selecta Visión y emitido en Movistar+.

## Inspirado en Batman
Zetman está basado libremente en Batman, del que Masakazu Katsura es un ferviente admirador. El propio autor tiene múltiples objetos de merchandising sobre Batman, incluyendo un traje original de la primera película.
Así, una parodia de Batman aparece en los primeros números de Video Girl Ai, cuando van al cine, haciendo un chiste de ello dibujando a batman con dos bates en la máscara. Por otro lado, se puede ver una imagen de Zetman en un capítulo de la serie I"s Pure como el estreno de una película. solo que aquí cambia su nombre a Zatman.